# Relais de poste d'Ostheim
Le relais de poste d'Ostheim est un monument historique situé à Ostheim, dans le département français du Haut-Rhin.

## Localisation
Ce bâtiment est situé place des Cigognes à Ostheim.

## Historique
L'édifice fait l'objet d'une inscription au titre des monuments historiques depuis 1988.